# Gadzhybabir
Gadzhybabir är en ort i Azerbajdzjan.   Den ligger i distriktet Sabirabad Rayonu, i den sydöstra delen av landet, 110 km sydväst om huvudstaden Baku. Antalet invånare är 379.
Terrängen runt Gadzhybabir är mycket platt. Runt Gadzhybabir är det ganska tätbefolkat, med 80 invånare per kvadratkilometer.. Närmaste större samhälle är Şirvan, 14,3 km nordost om Gadzhybabir.
Trakten runt Gadzhybabir består till största delen av jordbruksmark.